# Campagna sasanide di Gordiano III
La campagna sasanide di Gordiano III fu un episodio delle guerre romano-sasanidi (224-363). La guerra tra l'Impero romano, governato dall'imperatore romano Gordiano III (238-244), nel periodo dell'anarchia militare, e il dominio dei Sasanidi, guidati da Sapore I, succeduto al padre Ardashir I, fu combattuta in un periodo compreso tra il 242 e il 244, originata da un tentativo di espansione sasanide nelle province romane orientali e risoltasi con un sostanziale nulla di fatto.

## Contesto storico
Tra il 224 e il 226/227 era successo che in Oriente l'ultimo imperatore dei Parti, Artabano IV, era stato rovesciato ed il rivoltoso, Ardashir I, aveva fondato la dinastia sasanide, destinata ad essere una temibile avversaria orientale dei Romani fino al VII secolo. In particolare, tra il 239 ed il 241, Sasanidi e Romani tornarono a scontrarsi per la seconda volta.

### Casus belli
Il casus belli fu la costante rivendicazione, da parte dei Sasanidi che si consideravano discendenti dei Persiani, del possesso di tutto l'impero degli Achemenidi, ivi compresi i territori, ora romani, dell'Asia Minore e del Vicino Oriente, fino al mare Egeo, avendo però fallito nel corso della prima invasione del 229-232.
(Erodiano, Storia dell'impero dopo Marco Aurelio , VI, 2.2-3.)
In effetti le campagne sasanidi di Alessandro del 232 ebbero come risultato finale quello di portare i due Imperi allo status quo dell'epoca di Settimio Severo. Romani e Sasanidi tornavano così ad attestarsi lungo gli "antichi confini" di qualche decennio precedente, e la pace tra le due potenze regnò per i sette/otto anni successivi. Negli anni 239-241, infatti, il sovrano sasanide Ardashir I, insieme al figlio Sapore I, invase la regione, assediando inutilmente Dura Europos ma forse non Antiochia in Siria (239), conquistando e distruggendo la città di Hatra, alleata dei Romani (nel 240), ed infine occupando alcune città della provincia romana di Mesopotamia, Nisibis e Carre (sempre che queste ultime due fossero state già strappate ai Romani durante gli ultimi mesi di regno di Massimino il Trace).

## Forze in campo

### Sasanidi
Non conosciamo con precisione quante e quali furono le armate messe in campo da parte dei Sasanidi. Cassio Dione Cocceiano ci aveva raccontato per la precedente campagna di Alessandro Severo e degli anni precedenti (dal 229 al 232), che si trattava di una grossa armata, pronta a terrorizzare non solo la provincia romana di Mesopotamia, ma anche quella di Siria, ad ovest dell'Eufrate. Ciò potrebbe essere stato vero anche per le campagne del decennio successivo.
Ciò che conosciamo di questo esercito è che non era permanente come quello romano, con soldati di professione pagati regolarmente per il loro mestiere. Vi era solo un'eventuale divisione del bottino finale. Ci troviamo piuttosto di fronte ad un sistema simile a quello feudale, dove per ogni campagna era necessario assemblare un esercito di volta in volta, composto da nobili a capo dei loro "clan", sottoposti poi sotto il comando di un principe della casa reale. Non c'erano perciò ufficiali esperti d'armi che prestassero servizio in modo continuo e neppure un sistema di reclutamento durevole, poiché non vi erano unità militari permanenti, sebbene molti fossero i nobili a disposizione dell'esercito sasanide. Per questi motivi, spesso ingaggiavano armate mercenarie. Usavano soprattutto l'arco ed il cavallo in guerra, diversamente dai Romani che prediligevano la fanteria, tanto che i Sasanidi si dice crescessero fin dall'infanzia, cavalcano e tirando con le frecce, vivendo costantemente per la guerra e la caccia.
Vi è da aggiungere però che, a differenza dei Parti arsacidi, cercarono di mantenere sotto le armi per più anni i loro contingenti, nel corso di importanti campagne militari, velocizzando il reclutamento delle loro armate, oltre a meglio assimilare le tecniche di assedio dei loro avversari romani, mai veramente apprese dai loro predecessori.

### Romani
Sappiamo invece che per i Romani le forze messe in capo, erano rappresentate da legioni e truppe ausiliarie disposte lungo il limes orientale. Qui sotto l'elenco delle legioni e delle loro rispettive fortezze:
| N. fortezze legionarie del limes orientale | unità legionaria          | località antica    | località moderna | provincia romana       |
| ------------------------------------------ | ------------------------- | ------------------ | ---------------- | ---------------------- |
| 1                                          | Legio XV Apollinaris      | Satala             | Sadagh           | Cappadocia             |
| 2                                          | Legio XII Fulminata       | Melitene           | Melitene         | Cappadocia             |
| 3                                          | Legio III Parthica        | Nisibis            | Nusaybin         | Mesopotamia            |
| 4                                          | Legio I Parthica          | Singara            | Sinjar           | Mesopotamia e Osrhoene |
| 5                                          | Legio IV Scythica         | Zeugma             | Belkis           | Syria Coele            |
| 6                                          | Legio XVI Flavia Firma    | Sura               | Sura             | Syria Coele            |
| 7                                          | vexill. Legio II Parthica | Apamea sull'Oronte |                  | Syria Coele            |
| 8                                          | Legio III Gallica         | Danaba             | Mehin            | Syria Phoenicia        |
| 9                                          | Legio X Fretensis         | Aelia Capitolina   | Gerusalemme      | Syria Palaestina       |
| 10                                         | Legio VI Ferrata          | Caparcotna         | Kfar Otnay       | Syria Palaestina       |
| 11                                         | Legio III Cyrenaica       | Bostra             | Bosra            | Arabia Petraea         |

A queste legioni, già presenti sul fronte orientale, se ne aggiungevano altre provenienti dal Danubio e da altre regioni occidentali come:
- la I Adiutrix, I Parthica, II Parthica? (o era già presente sul fronte orientale, ad Apamea), III Cyrenaica, III Gallica, III Parthica, IV Italica,[20] IV Scythica, VI Ferrata, X Fretensis, XII Fulminata, XV Apollinaris e XVI Flavia Firma,;

oltre ad alcune vexillationes provenienti da altri fronti come:
- la I Italica, I Minervia, II Adiutrix, II Italica (?), III Italica, Legio IV Flavia Felix, Legio V Macedonica, VII Claudia Pia Fidelis, VIII Augusta, Legio X Gemina, XI Claudia Pia Fidelis, Legio XIIII Gemina e XXII Primigenia e XXX Ulpia Traiana Victrix.[21]

Il totale delle forze messe in campo dall'Impero romano lungo l'intero limes orientale, potrebbe essere stato attorno ai 150/170 000 armati romani coinvolti o forse più, certamente un'armata immensa, di cui la metà era costituita da legionari, la restante da ausiliari.

## Fasi della guerra
242Il giovane imperatore fece aprire, per l'ultima volta della storia, le porte del tempio di Giano e, dopo aver mobilitato l'esercito, marciò personalmente verso Oriente, con il comando effettivo della campagna affidato al suocero Timesiteo e all'altro prefetto del pretorio, Gaio Giulio Prisco. Alla spedizione partecipò anche il filosofo Plotino.
243Giunto ad Antiochia (forse sul finire dell'anno precedente), che sembra riconquistò dopo essere caduta in mano a Sapore I, passò l'Eufrate, sconfiggendo ripetutamente i Persiani, strappando loro Carre, Nisibis, e Singara (tanto che tutte e tre queste città tornarono a battere moneta romana), e sconfiggendoli poi nella battaglia di Resena. Lo stesso imperatore, tornato a svernare nella provincia romana di Siria, stava progettando una nuova campagna per l'anno successivo, con la quale avrebbe dovuto raggiungere ed occupare la capitale nemica, Ctesifonte, quando Timesiteo morì, sembra di malattia. Senza l'esperienza militare ed il carisma del suocero, la campagna in territorio sasanide e la sicurezza stessa dell'imperatore erano ora a rischio. Il prefetto Prisco convinse Gordiano a nominare suo fratello Marco Giulio Filippo (meglio noto come Filippo l'Arabo) nuovo prefetto del pretorio in sostituzione di Timesiteo. Durante l'autunno e l'inizio dell'inverno di questo stesso anno, le truppe romane avanzarono lungo l'Eufrate. Questo il racconto di Zosimo, di sicuro non favorevole a Filippo l'arabo:
(Zosimo, Storia nuova, I, 18.3.)
| Gordiano III e Tranquillina: sesterzio                                                                                               | Gordiano III e Tranquillina: sesterzio |
| --- | --- |
| | |
| Testa laureata di Gordiano III che indossa corazza e drappegio (sinistra), la moglie Tranquillina a destra, uno di fronte all'altro; | Tiche seduta su una roccia, tiene in mano una piccola imbarcazione mentre attraversa un fiume; in alto un Sagittario (simbolo della legio I Parthica di stanza a Singara), che scocca una freccia dall'arco. |
| coniato nel 243/244? | |

244Le fonti persiane riportano che, all'inizio dell'anno, Persiani e Romani tornarono a scontrarono nella battaglia di Mesiche (l'odierna Falluja o Al-Anbar, a 40 km ad ovest di Baghdad), conclusasi con una pesante sconfitta dei Romani, in seguito alla quale Sapore I, cambiò il nome della città in Peroz-Shapur ("Sapore vittorioso") e celebrò la vittoria con un'iscrizione a Naqsh-i-Rustam in cui affermava di aver ucciso Gordiano. Le fonti romane, invece, non menzionano la battaglia e suggeriscono che Gordiano sia morto nei pressi di Circesium, ad oltre 300 km a nord di Peroz-Shapur, sospettando che sia stato ucciso dal prefetto del pretorio (il quale secondo Zosimo aveva sobillato le truppe esauste ed affamate), Filippo, che gli succedette sul trono. La scritta del cenotafio di Circesium era secondo la Historia Augusta scritta in greco, latino, persiano, ebraico ed egiziano, in modo che tutti potessero leggere:
(Historia Augusta, Gordiani tres, 34, 3.)
Un'ultima versione ipotizza che Gordiano sia morto sulla strada del ritorno nei pressi di Circesium, dopo una battaglia combattuta contro i Persiani (Mesiche?), a causa di una ferita riportata per una caduta da cavallo. Identica sorte era accaduta oltre due secoli prima, al figliastro di Augusto, Druso maggiore, il quale morì in Germania per identica caduta da cavallo e successiva gangrena della gamba rimasta ferita. Anche in questo caso fu eretto un cenotafio (a Mogontiacum) in ricordo delle imprese militari del generale romano. La possibilità, pertanto, che Gordiano sia morto in conseguenza della battaglia di Mesiche, per una ferita riportata in seguito ad una caduta da cavallo, non va esclusa. La morte dell'imperatore non negherebbe, pertanto, né la versione romana che presentò la campagna militare, come vittoriosa, né quella sasanide che vide nella morte di Gordiano, una conseguenza della battaglia, e quindi la ritirata romana dai territori persiani della Mesopotamia centro-meridionale. In effetti, i Sasanidi non conquistarono altre città, oltre ad Hatra, e Sapore non intraprese ulteriori iniziative militari per i successivi otto anni, fino al 252. Si tornò in sostanza alla situazione antecedente alla guerra scatenata nel 239-241.

## Conseguenze
La morte improvvisa dell'Imperatore Gordiano, a cui i soldati costruirono presso Circesium un cenotafio (sulla riva dell'Eufrate, in località Zaitha), non sappiamo se in battaglia o per mano del suo successore, il prefetto del Pretorio, Filippo l'Arabo, determinarono il ritiro delle armate romane, una pace giudicata da Zosimo disonorevole e probabilmente la perdita di parte della Mesopotamia e dell'Armenia, sebbene Filippo si sentisse autorizzato a fregiarsi del titolo di Persicus maximus. Le Res gestae divi Saporis, epigrafe propagandistica dell'imperatore sassanide, raccontano:
(Res gestae divi Saporis, righe 8-9.)
L'Oriente romano fu, quindi, affidato da Filippo al fratello, Gaio Giulio Prisco, nominato Rector Orientis, mentre la linea difensiva in Mesopotamia/Osroene era riorganizzata attorno alle città/roccaforti di Nisibis, Circesium e Resaina. Vi è da aggiungere che l'alterna fase dell'anarchia militare in cui per circa un cinquantennio versò l'Impero romano, determinarono non pochi vantaggi a favore del nascente Impero sasanide, che non si lasciò sfuggire l'occasione di sorprendenti rivincite, fino ad occupare la stessa Antiochia di Siria nel 252 e nel 260.